# Абрамовка (Ростовская область)
Абра́мовка — хутор в Каменском районе Ростовской области.
Входит в состав Старостаничного сельского поселения.

## История
Основан 22 сентября 1671 года. В годы Великой Отечественной войны хутор был оккупирован немецко-фашистскими войсками.

## Население
| 2010 |
| ---- |
| 790  |

## Улицы
- ул. Ленина,
- ул. Набережная,
- ул. Ромашковая,
- пер. Светлый,
- пер. Тополёвый.

## Известные уроженцы
- Удодов, Иван Васильевич (1924—1981) — советский спортсмен, первый советский Олимпийский чемпион по тяжёлой атлетике.